# 오라녜나사우 공자빈 마벌
마벌 마르티너 비서 스밋(네덜란드어: Mabel Martine Wisse Smit, 1968년 8월 11일 ~ )은 네덜란드의 왕족으로 베아트릭스 여왕의 아들 프리소 왕자의 아내이다.

## 결혼
마벌은 대학 시절 마약과 청부살인 등을 행했던 폭력 조직의 두목 클라스 브륀스마과 연인 관계였다는 사실이 알려져 논란을 빚었고 마벌은 이에 약간 알던 사이라고 밝혔지만 브륀스마의 경호원이 방송에 출연해 두 사람이 연인 관계였다고 폭로했다. 네덜란드 의회는 두 사람의 결혼을 승인하지 않았고 프리소 왕자는 마벌과의 결혼을 강행했다. 그는 얀 페터르 발케넨더 총리 앞으로 서한을 보내 왕위 계승권을 포기했다.

## 자녀
프리소 왕자가 왕위계승권을 포기했기 때문에 두 딸에게도 왕위계승권은 없다.
- 루아나(2005~)
- 자리아(2006~)